# نقاب (خواف)
نقاب، روستایی است از توابع بخش مرکزی شهرستان خواف استان خراسان رضوی ایران.این روستا دارای جاده ی کوهستانی است ،مردم این روستا کشاورز هستن، 
از جاذبه های گردشگری این روستا می توان ب غار سربی یا (سپی) اشاره نمود. که بدلیل چنین جاذبه های توریستی جذابی افراد مختلف از سراسر شهرستان برای باز دید به این روستا می ایند.

## جمعیت
این روستا در دهستان نشتیفان قرار داشته و بر اساس سرشماری سال ۱۳۸۵ جمعیت آن (۲۷خانوار) ۱۳۶نفر
بوده است.